# As the Wind Blew. Poems
As the Wind Blew. Poems – tomik wierszy amerykańskiej prozaiczki, poetki i dramatopisarki Amélie Rives, po mężu księżnej Troubetzkoy, opublikowany w 1920. Tom został opatrzony dedykacją: This book is/dedicated/with abiding love/to/Adair Archer/"Whom the gods love die young". Zbiorek otwiera wiersz Adair. Tomik dzieli się na cykle Rhymes and Rhythms, Balkan Songs, Of Babylon, Fantasia i Autumn and Winter. Zawiera też poemat The Wonderful Child.